# Azaleodes brachyceros
Azaleodes brachyceros là một loài bướm đêm thuộc họ Palaephatidae. Nó là loài duy nhất được tìm thấy ở thượng lưu sông Allyn ở New South Wales.